# Orycteropus
Orycteropus es un género de mamíferos pertenecientes a la familia Orycteropodidae dentro del orden Tubulidentata.
La única especie viva en este género y en todo el orden Tubulidentata es el cerdo hormiguero (Orycteropus afer).

## Especies
- Orycteropus afer - cerdo hormiguero (conocido desde el Paleolítico)
- † Orycteropus abundulafus Lehmann, Vignaud, Likius & Brunet, 2005[2] - Mio-Plioceno de Chad
- † Orycteropus crassidens MacInnes, 1955 - Pleistoceno de Kenia
- † Orycteropus djourabensis Lehmann, Vignaud, Mackaye & Brunet, 2004 - Plioceno inicial al Pleistoceno inicial de Chad y Kenia